# Summer World University Games 2025/Teilnehmer (Mexiko)
| Gelbes Symbol für Goldmedaillen mit stilisierten Olympischen Ringen | Graues Symbol für Silbermedaillen mit stilisierten Olympischen Ringen | Braundes Symbol für Bronzemedaillen mit stilisierten Olympischen Ringen |
| ------------------------------------------------------------------- | --------------------------------------------------------------------- | ----------------------------------------------------------------------- |
| —                                                                   | —                                                                     | 1                                                                       |

Mexiko nahm an den Summer World University Games 2025 vom 16. bis zum 27. Juli mit 46 Athleten (22 Männer und 24 Frauen) teil.

## Medaillen

### Medaillenspiegel
| Rang   | Sportart  | Gold | Silber | Bronze | Gesamt |
| ------ | --------- | ---- | ------ | ------ | ------ |
| 1      | Taekwondo | –    | –      | 1      | 1      |
| Gesamt | Gesamt    | 0    | 0      | 1      | 1      |

### Medaillengewinner
| Name/n                         | Sportart  | Wettkampf    |
| ------------------------------ | --------- | ------------ |
| Bronze                         |           |              |
| Marisa Arellano William Arroyo | Taekwondo | Poomsae Paar |

## Teilnehmer nach Sportarten

### Bogenschießen
| Männer - Francisco Márquez - Juan Silva | Frauen - Miranda Cisneros |

### Fechten
| Männer - Leandro Sauri - Jorge Rodríguez | Frauen - Ashley Muñoz |

### Judo
| Männer - Christopher Córdoba | Frauen - Dhamar Chavarría |

### Leichtathletik
| Männer - Abraham Nevárez - Josafat Sánchez - Carlos Mercenario - Roberto Márquez - Ian Estrello - José Higuera - Christopher May - Sebastián Torres - Erick Portillo | Frauen - Joseline Carrasco - Sofía Ramos - Itzel Cervantez - Iris Morales - Antonia Sánchez - Ximena Guzmán - Nora Ramos - Claudina Díaz - Ana Frayre - Sol Zápata |

### Schwimmen
| Männer - Luis Corona | Frauen - Edith Camacho |

### Taekwondo
| Männer - Fernando Garza - Abraham Alvidrez - Clemente Lara - Juan Esquivel - William Arroyo | Frauen - Zelzin Silva - Irlanda Rodríguez - Mía Hernández - Andrea García - Viviana González - Leslie Soltero - Marisa Arellano - Karina Barrios |

### Tennis
| Männer - Carlos Castillo - Luis Rojas | Frauen - Aiko Coballasy - Fatima Nuñez |